# Arytinnis hupalupa
Arytinnis hupalupa är en insektsart som beskrevs av Percy 2003. Arytinnis hupalupa ingår i släktet Arytinnis och familjen rundbladloppor. Inga underarter finns listade i Catalogue of Life.